# Палилула (Ниш)
Палилула је градско насеље Ниша. Налази се у градској општини Палилула. Западно од Палилуле се налази насеље Старо Гробље, јужно је Кованлук, источно Апеловац, а северозападно Маргер. У центру Палилуле се налази истоимена пијаца.

## Легенда о настанку имена
Име Палилула је добила по томе што је била једно од места у којој су житељи могли да запале луле јер је током турске владавине било забрањено пушење због опасности од пожара.

## Историја
Палилулско насеље је било самостално све до ослобођења од Турака, након чега је 1878. постало део Ниша.